# Procambarus hortonhobbsi
Procambarus hortonhobbsi är en kräftdjur som beskrevs 1950 av Villalobos 1950. Arten ingår i släktet Procambarus och familjen Cambaridae.
Arten är endast känd från sin typlokalitet vid El Coyular, 7 km nordost om La Union, i Zihuateutla, i Mexiko. Det är osäkert om arten fortfarande finns på lokalen, som alltså är mindre än 100 km². Inga underarter finns listade i Catalogue of Life.
IUCN kategoriserar arten globalt som starkt hotad.